# Carlo Taranto
Carlo Taranto (né à Naples le 28 octobre 1921  et mort dans la même ville le 4 avril 1986) est un acteur italien.
Il est apparu dans plus de 50 films entre 1949 et 1984. Il est le frère de Nino Taranto. Son fils Corrado est aussi acteur.

## Filmographie partielle

### Cinéma
- 1957 : Le Médecin et le Sorcier (Il medico e lo stregone) de Mario Monicelli
- 1959 : Le Don Juan des bas-fonds (Nel blu dipinto di blu) de Piero Tellini
- 1960 : Je cherche une maman (Appuntamento a Ischia) de Mario Mattoli
- 1960 : Le chat miaulera trois fois (A noi piace freddo...!) de Steno
- 1960 : Caravan Petrol de Mario Amendola
- 1961 : Don Camillo Monseigneur ( Don Camillo monsignore… ma non troppo) de Carmine Gallone
- 1961 : Les Guérilleros (I Briganti italiani) de Mario Camerini
- 1961 : Pesci d'oro e bikini d'argento de Carlo Veo
- 1962 : La Bataille de Naples (Le quattro giornate di Napoli) de Nanni Loy
- 1962 : Les Quatre Moines (I 4 monaci) de Carlo Ludovico Bragaglia
- 1964 : Una lacrima sul viso d'Ettore Maria Fizzarotti
- 1965 : À l'italienne (Made in Italy), épisodes Citoyens, État et Église, de Nanni Loy
- 1968 : I nipoti di Zorro de Marcello Ciorciolini : un kleptomane
- 1978 : Mélodie meurtrière (Giallo napoletano) de Sergio Corbucci

### Télévision
- 1968 : Il bracconiere d'Eriprando Visconti
- 1973 : La fucilazione di Pulcinella de Gennaro Magliulo : Zio Mattia